# Synagogue de Königshütte (1875-1939)
La synagogue de Königshütte aussi dénommée synagogue de Chorzów , située au 12 rue Wolności (rue de la Liberté), a été inaugurée en 1875, et incendiée par les nazis dès le début de l'invasion de la Pologne en 1939.  
La ville de Chorzów (en allemand :  Königshütte), est une ville minière de Pologne dans la voïvodie de Silésie à 8 kilomètres au nord-ouest de Katowice. Prussienne depuis 1742, elle est intégrée à l'Empire allemand en 1871 sous le nom de Königshütte. À la suite des insurrections de Silésie, Chorzów est rattachée en 1922 à la Pologne. Pendant la Seconde Guerre mondiale, la ville reprend son nom allemand de Königshütte et est réincorporée à la Silésie allemande. Après la guerre, elle est rendue à la Pologne. Actuellement la ville compte environ 111 000 habitants.  

## Histoire de la communauté juive
Les Juifs sont arrivés dans la région de Königshütte vers la fin du XVIIIe siècle. En 1790, l'ingénieur des mines Salomon Izaac, sur demande de l'Autorité minière d'État de Breslau, est chargé de prospecter dans les villes silésiennes d'Hindenburg (Zabrze), Königshütte O.S (Chorzów) et de Ruda O.S (Ruda Śląska). Grâce à son travail, de riches gisements de charbon sont découverts entre Zaborze et Pawłowo. À Königshütte la mine d'État prend le nom de mine royale « König ». 
La première mention de Juifs vivant à Königshütte date de 1829. En 1860, on compte en ville, déjà 600 Juifs, dépendant de la Kehilla (communauté) de Beuthen (Bytom). En 1865, les habitants juifs de Königshütte créent leur propre communauté à laquelle se rattachent les habitants de Hajduk, Schwientochlowitz (Świętochłowice), Wirek (Nowej Wsi) et Lipine (Lipiny).  
En 1872, est créée l'Association des communautés juives de Haute-Silésie (Oberschlesische Synagogen-Gemeinden), à laquelle adhère la communauté juive de Königshütte. En 1874, cette dernière construit une grande synagogue réformée dans la Kaiserstraße (maintenant  rue Wolności),.    
En 1916, pendant la Première Guerre mondiale, un entrepreneur juif, originaire de Gleiwitz (maintenant Gliwice), Fritz Friedlaender, en vertu d'un accord entre le gouvernement et la compagnie privée bavaroise "Bayerische Stickstoffwerke AG", ouvre une usine d'azote à Königshütte.
Après la Première Guerre mondiale, bien que lors du plébiscite de Haute-Silésie Königshütte ait voté avec une majorité de 74,5 % pour rester allemande, la ville est attribuée en 1922 à la Pologne et prend le nom de Chorzów. Une grande majorité de la population juive est germanophone, et beaucoup s'expatrie en Allemagne, s'installant principalement à Berlin.  
Le départ d'une partie de la communauté juive est compensé par l'arrivée de Juifs en provenance du powiat de Dąbrowa et des territoires de l'ancien Royaume du Congrès.  Très vite, les nouveaux arrivants entrent en conflit avec les Juifs germanophones, pour des raisons de concurrence économique et leur attitude pro-allemande. 
En octobre 1924, lors de l'élection des représentants de la communauté, remportée par les Juifs polonais, une scission se produit alors entre les Juifs polonais et les Juifs allemands minoritaires. Un groupe de 70 Juifs allemands, parmi les plus riches et les plus influents, quitte la réunion et refuse de se rendre à la synagogue, imité par le rabbin de Chorzów, germanophone, le Dr Goldschmidt. Les Polonais font alors appel au Dr Chaskel Lewin de Katowice pour le remplacer. 
La majorité des Juifs travaille dans le commerce et l'artisanat à petite échelle et est durement touchée lors de la Grande Dépression économique des années 1930. Beaucoup d'entreprises font faillite.  
Chorzów est prise par les troupes du Troisième Reich le 1er septembre 1939, le jour même du déclenchement de la Seconde Guerre mondiale, La ville reprend son nom allemand de Königshütte et est rattachée à la Silésie allemande (Oberschlesien). Les Allemands forcent les Juifs à quitter Chorzów et à s'installer principalement dans la ville minière de Dąbrowa Górnicza. La synagogue est incendiée avant la fin de l'année, et le 15 juin 1940, la plupart des Juifs de Chorzów sont transférés à Ilkenau (Olkusz). Les Juifs restant sont dirigés vers Jaworzno. Peu de temps après, ils sont tous déportés au camp d'extermination d'Auschwitz-Birkenau d'où très peu reviendront.       
Après la Seconde Guerre mondiale, le peu de Juifs survivants émigrent à l'étranger ou s'installent dans les grandes villes polonaises. La communauté juive de Chorzów ne s'est pas reformée. 

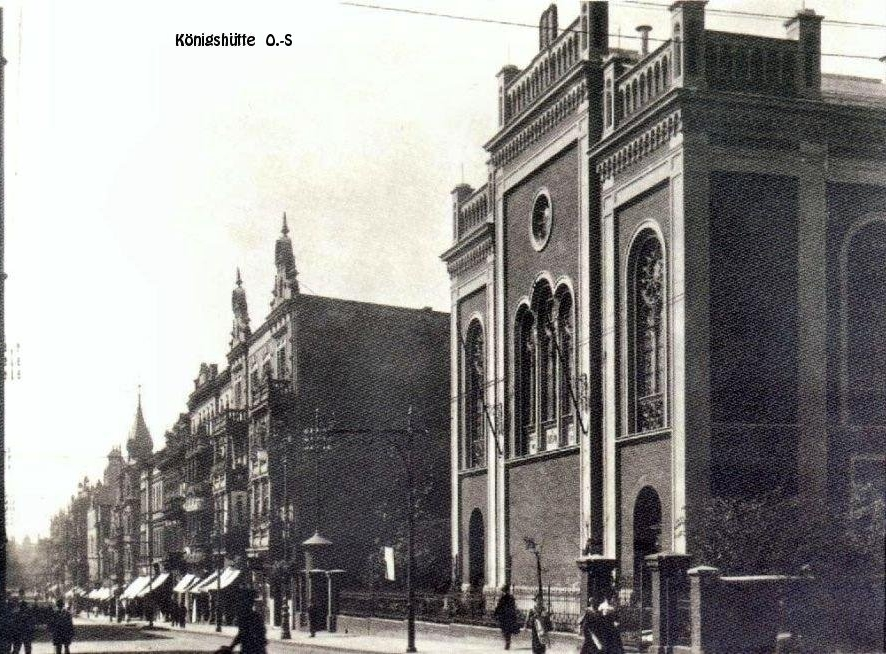
La synagogue vue de la Kaiserstrasse

## La synagogue de Chorzów
La synagogue de Königshütte est construite en 1874, et inaugurée le 23 septembre 1875. La cérémonie est présidée par le Dr Rosenthal, rabbin de Beuthen (actuellement Bytom), qui prononce le discours inaugural, et par le Dr Fränkel, rabbin Rybnik, qui aidé par E. Birnbaum, le Hazzan (chantre) de Beuthen et par la chorale de la synagogue locale, conduit le premier office. 
La synagogue de Chorzów fait partie d'une longue série de synagogues construites vers la fin du XIXe siècle, comme celle de Leobschütz (maintenant: Głubczyce) construite en 1865, de Łowicz construite en 1872, de Stettin (maintenant: Szczecin) de 1873, d'Allenstein (maintenant: Olsztyn) de  1877 ou de Brzeziny de 1877, reprenant tout ou partie des caractéristiques de la synagogue de la Tempelgasse située dans le quartier de Leopoldstadt de Vienne, construite en 1854-1858 par l'architecte autrichien Ludwig Förster, précurseur des constructions en style mauresque pour les synagogues, qu'il appelait d'ailleurs style mésopotamien. 
Les plans de la synagogue sont réalisés par un certain Groetschel, peut-être apparenté à l'ingénieur en bâtiment Daniel Grötschelem de l'aciérie royale. Sur les plans architecturaux de la synagogue, miraculeusement conservés, leur auteur ne signe qu'avec son nom de famille, mais dans des dossiers ultérieurs datant de 1897, on trouve le cachet de Benno Groetschel, architecte.  
La synagogue est située dans le nouveau centre-ville, délimité d'un côté par la voie ferrée et de l'autre par l'ancienne route de Schwientochlowitz (actuellement: Świętochłowice), qui, dans la seconde moitié du XIXe siècle est devenue la Kaiserstrasse (renommée rue Wolności – rue de la Liberté, en 1922), une des artères principales. Dans la partie nord de la Kaiserstrasse se trouve un secteur où ont été édifiés des bâtiments administratifs importants, la mairie, la poste et la gare. La synagogue est construite comme un bâtiment indépendant, sur un terrain de la forme d'un carré légèrement déformé, d'environ 45 mètres de côté. Le terrain est situé à l'angle de la Kaiserstrasse et d'une petite rue conduisant à la gare, initialement appelée Synagogenstrasse, puis à partir de 1897 Bahnhofstrasse et actuellement rue Dworcową (rue de la Gare). L'orientation de la synagogue est adaptée à sa localisation. La façade donnant sur la grande rue est orientée sud-est. L'entrée principale se trouve sur le côté nord-ouest, dans la petite rue Schimmelfennigstrasse, qui tient son nom du plus grand propriétaire foncier de l'endroit (actuellement rue Kazimierz Wielki - rue Casimir le Grand). 
Le bâtiment est construit selon un plan rectangulaire de 20,72 m par 32,63 m. Le projet initial de Groetschel comprenait un escalier monumental sur toute la largeur de la façade avant, mais a été transformée en petits escaliers menant à trois entrées: le principal pour l'entrée centrale réservée aux hommes, et deux sur les côtés, pour les femmes, qui conduisent à la galerie du premier étage. Sur la façade sud-est, se trouvent aussi deux entrées, réservées exclusivement aux anciens de la synagogue. Le bâtiment est du point de vue extérieur, parfaitement symétrique par rapport à son axe longitudinal. L'aménagement intérieur est organisé suivant un axe imaginaire est-ouest contractuel. 
La salle principale se présente sous la forme d'un carré d'environ 19 mètres de côté, avec une annexe rectangulaire côté nord-ouest et une abside semi-circulaire au sud-est, jouxtant la paroi extérieure. L'annexe a été créée en réduisant la taille du vestibule, et en plaçant les escaliers menant à la galerie le long des murs. Les bancs au rez-de-chaussée de la grande salle de prière permettent d'accueillir 402 hommes. 
La galerie réservée aux femmes, qui court sur trois côtés de la salle et qui se prolonge au-dessus de l'annexe, est supportée au sud-ouest et au nord-est par des arcs soutenus par des colonnes de deux niveaux. Dans les années 1897-1904, un second étage de galerie, courant aussi sur trois côtés de la salle a été rajouté. On accède à ce second niveau de galerie par un escalier en colimaçon en fonte. Le plancher de cette galerie, en bois, est en gradins, permettant de visualiser le déroulement de l'office même depuis la dernière rangée.  
Les murs et les fondations de la synagogue sont construits en brique. Toutes les structures visibles intérieures et les bâtis des fenêtres sont réalisés en fonte. Les chevrons sont en bois. Le toit à pignon s'élève avec une pente très faible afin de rester dissimulé par un attique pas très élevé. L'utilisation de la fonte à l'intérieur permet de réduire le diamètre des colonnes et des fermes décoratives, de reproduire avec précision des ornements et figures de l'Alhambra. L'ensemble est typiquement de style mauresque.  
Les murs extérieurs sont laissés en briques brutes, mais tous les éléments d'articulation, tels que les pierres angulaires, les encadrements des fenêtres, l'attique avec des frises à arc et les pinacles sont en pierres de couleur claire, cassant l'aspect sévère de la brique sombre. Au rez-de-chaussée, les fenêtres gémellées possèdent des meneaux en bandes rectangulaires, donnant un caractère plus oriental. Au premier étage, les fenêtres gémellées sont surmontées de rosaces et terminées par des arcs plein cintre. À la différence des encadrements des fenêtres, les encadrements des portes sont réalisés en briques. La forme et le réseau dentelé des fenêtres, les fines colonnes et leur rosace affirment le caractère mauresque de l'ensemble. 
Le terrain sur lequel se trouve la synagogue est entouré de murs renforcés de piliers, à l'exception de la partie sur la Kaiserstrasse qui est clôturée par une grille ajourée décorative fixée sur un petit muret. Un portail à deux battants, avec une grille identique ouvre sur la rue. C'est la seule entrée pour pénétrer sur la parcelle. En 1911, à l'angle nord de la parcelle un petit bâtiment est construit pour servir d'abattoir pour la volaille. En 1921, un local est construit dans l'angle sud pour y installer un transformateur électrique. La propriété située directement au sud-ouest de la synagogue appartient à Mr S. Huldschinky, le président de la communauté juive de Chorzów de 1876 à 1883.  
Le 20 novembre 1908, un effondrement du sol se produit dans la synagogue, faisant apparaitre des excavations. Dans les années 1813-1815, une galerie de 3,45 mètres de hauteur avait été creusée sous le terrain par la mine de charbon Heiintzmann, et parce que rien ne s'était produit pendant presque cent ans, l'administration avait donné son accord pour la construction de la synagogue.   

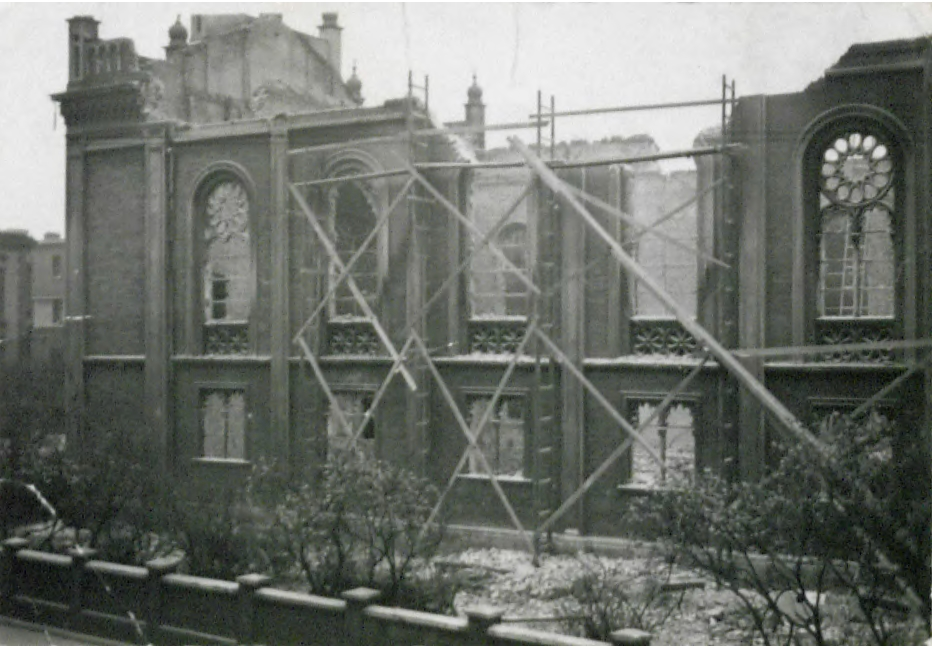
La destruction de la synagogue en 1940

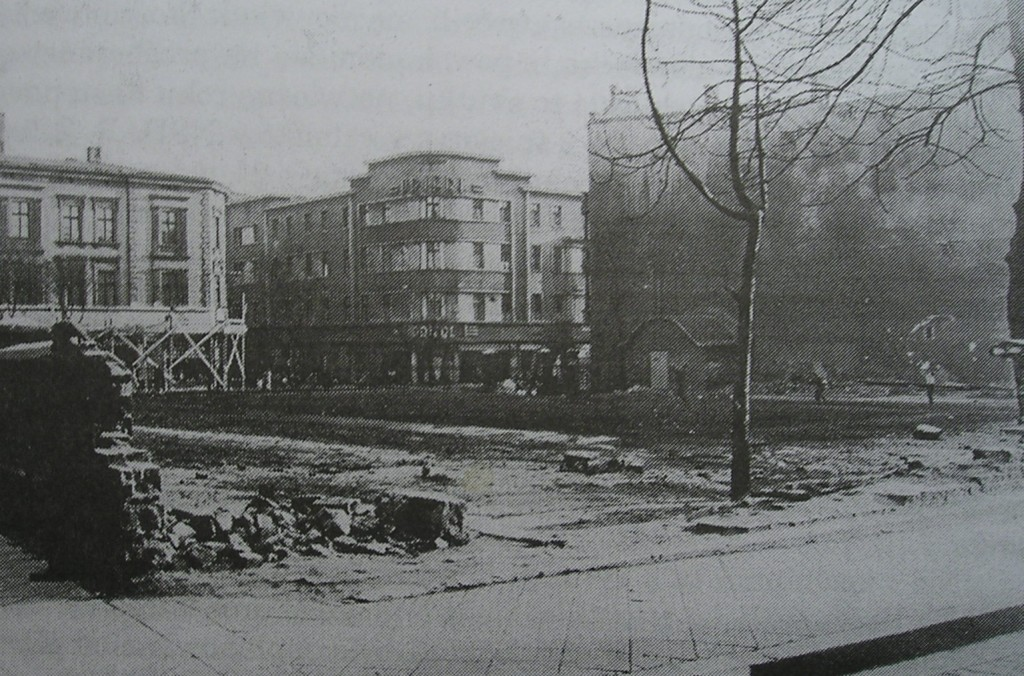
Le terrain de la synagogue après sa destruction

Un système de tout à l'égout est installé certainement en même temps que la réfection de l'intérieur de la synagogue, mais en 1933, la municipalité de Chorzów met en demeure la communauté juive, de moderniser le système de drainage des eaux provenant du site de la synagogue. Un plan est soumis en 1937 à la municipalité, mais le déclenchement de la Seconde Guerre mondiale empêche la réalisation des travaux. 
En 1939, peu de temps après l'invasion de la Pologne, au début de la Seconde Guerre mondiale, les Allemands mettent le feu à la synagogue, mais l'incendie ne détruit que l'intérieur du bâtiment, laissant les murs extérieurs quasiment intacts. La démolition du bâtiment intervient en 1940 en plusieurs étapes. Tout d'abord des échafaudages sont installés pour démolir le toit, avant que les murs latéraux soient démolis brique par brique. Le travail est effectué à la pioche et à la pelle par des travailleurs forcés juifs de l'organisation Schmelt, envoyés par le Gouvernement général de Pologne. Les travaux n'avançant pas suffisamment vite, les ruines de la synagogue sont alors détruites à l'explosif. 
Photographier la synagogue pendant sa démolition est strictement interdit et les Allemands ont placé des affiches tout autour de la synagogue. Cependant une photo est conservée à la bibliothèque de Silésie à Katowice, sous la référence G 8653 I, accompagnée d'une lettre manuscrite. La photo a été prise du premier étage de l'immeuble situé 4 rue Dworcowa. C'est certainement la seule photo de la synagogue pendant sa démolition, car l'appareil photo a été saisi peu de temps avant l'arrestation de son propriétaire par les Allemands.  
Une vaste citerne à eau est construite pendant la guerre à la place de la synagogue. À la fin de la guerre, la citerne est démolie et le terrain est alors utilisé comme parking.
Actuellement, le site de la synagogue est occupé par un grand magasin de la coopérative PSS Społem et un restaurant McDonald's.